# Classe Attack (patrouilleur)
Pour les autres classes de navires du même nom, voir Classe Attack.
La classe Attack est une série de patrouilleurs construite par l’Australie pour équiper sa marine qui les a utilisés de 1967 à 1985. 9 unités ont ensuite été transférées à la marine indonésienne et 5 à celle de la Papouasie-Nouvelle-Guinée.

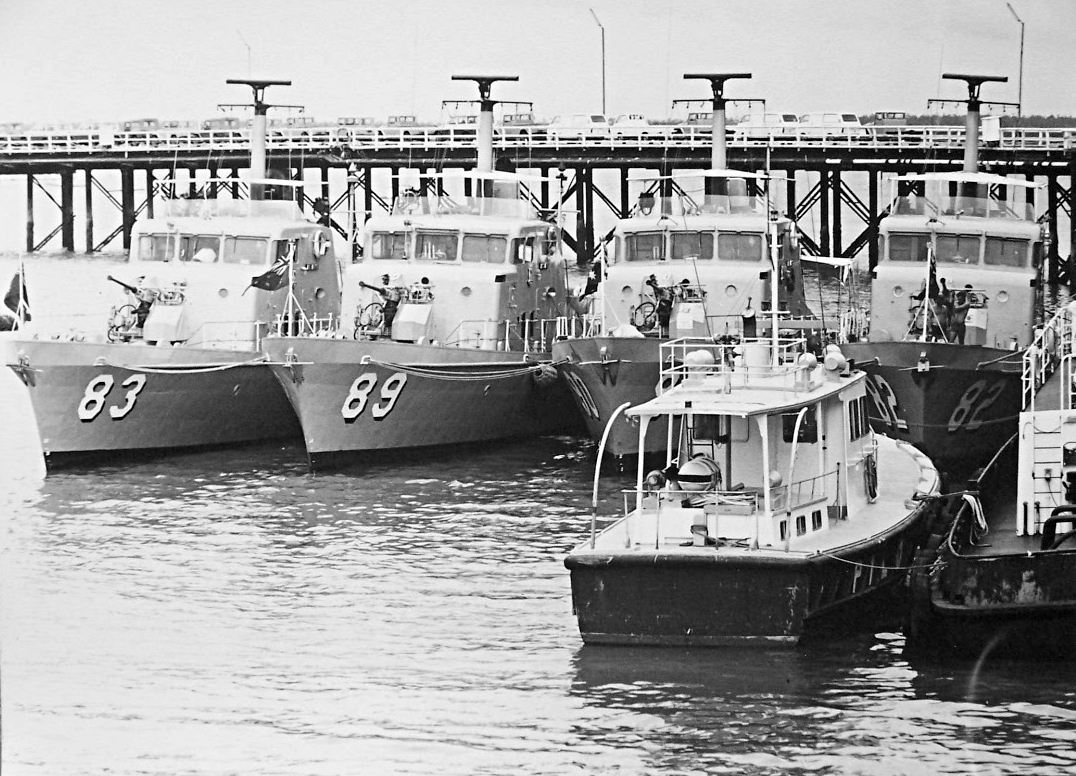
Bateaux de la classe Attack à Stokes Hill Wharf, Darwin, en mars 1975 (après le cyclone Tracy)

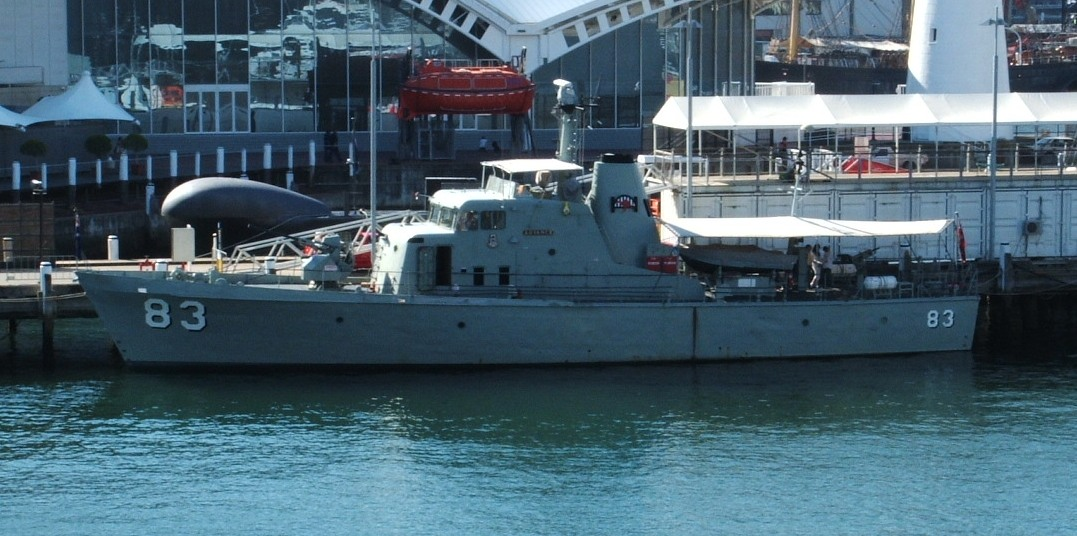
Le HMAS Advance, aujourd'hui un bateau musée à l'Australian National Maritime Museum

## Construction
20 unités ont été commandées par le département de la Défense en novembre 1965 pour un prix unitaire d'environ 800 000 dollars australiens[réf. nécessaire] auprès de deux chantiers du Queensland, Evans Deakin and Company à Brisbane et Walkers Limited à Maryborough Cinq d'entre eux étaient destinés à former une force d'intervention côtière en Nouvelle-Guinée (New Guinea coastal security force), les quinze autres étant destinés à la patrouille et autres opérations dans les eaux australiennes.
Le premier bateau devait être mis en service en août 1966, mais ne l’a été qu'en mars 1967.
L’introduction de la classe Attack dans la Royal Australian Navy a amené la création d'un nouveau blason, parce que le blason existant ne tenait pas entièrement sur des bateaux de leur taille Les dimensions du blason utilisé par les patrouilleurs sont passées de 755 mm sur 620 mm à 440 mm sur 365 mm, sans autre modification.

## Reconversions
Dans la marine australienne, la classe Attack a été remplacée par les patrouilleurs de la classe Fremantle.
En 1975, les bâtiments Aitape, Ladava, Lae, Mandang, et Samarai sont remis à l’armée de Papouasie-Nouvelle-Guinée (Force de Défense de Papouasie-Nouvelle-Guinée). Les cinq bâtiments sont remboursés à la fin des années 1980, Aitape étant coulé au large de Port Moresby 1995 à des fins de plongée sur épave[réf. nécessaire].
Entre 1974 et 1985, les bâtiments Acute, Archer, Assail, Attack, Barbette, Bandolier, Barricade, et Bombard sont remis à la Marine indonésienne, et sont mentionnés dans le Jane's Fighting Ships comme toujours opérationnels en 2011,.
L’HMAS Arrow (P 88) (en) est détruit à Darwin le 25 décembre 1974 par le Cyclone Tracy.
Le patrouilleur Advance a été offert au Musée national de la marine de Sydney à la fin des années 1980 comme navire musée. L’Ardent devait servir de mémorial à Darwin mais a finalement été converti à l’usage civil et vendu comme navire de plaisance[réf. nécessaire]. L’Aware a été cédé à un particulier à la fin des années 1990, qui l’a converti en bâtiment de plongée et de récupération, et revendu à nouveau en 2006. Le Bayonet a été sabordé dans le Détroit de Bass en 1999[réf. nécessaire]. L’Adroit a été réglé le 28 mars 1992 et a été coulé par un Douglas A-4 Skyhawk de la Force aérienne royale néo-zélandaise à l’ouest de Rottnest Island le 8 août 1994. Les autres bâtiments ont été démantelés pour recyclage.
L’édition de 1998 du Jane's Fighting Ships note que deux navires d'aspect similaire portant les numéros 860 et 861 (KPRI (Kapal Perang Republik Indonesia) - Waigeo) sont utilisés par la Marine indonésienne. On suppose qu'il s'agit de copies du modèle.

### Fiction
Deux bâtiments de la classe Attack figurent le bâtiment imaginaire HMAS Ambush dans la série télévisée Patrol Boat de l’Australian Broadcasting Corporation.

## Liste des bateaux
| Ship               | Pennant number | Constructeur             | Lancé             | Mis en service   | Retiré du service | Suite |
| ------------------ | -------------- | ------------------------ | ----------------- | ---------------- | ----------------- | --- |
| HMAS Attack        | P 90           | Evans Deakin and Company | 17 novembre 1967  | 8 avril 1967     | 21 février 1985   | Transféré à l'Indonésie (KRI Sikuda 863) |
| HMAS Acute         | P 81           | Evans Deakin and Company | 26 août 1967      | 26 avril 1968    | 6 mai 1983        | Transféré à l'Indonésie (KRI Silea 858) |
| HMAS Adroit        | P 82           | Evans Deakin and Company | 3 février 1968    | 17 août 1968     | 28 mars 1992      | Coulé comme cible le 8 août 1994 |
| HMAS Advance       | P 83           | Walkers Limited          | 16 août 1967      | 24 janvier 1968  | 6 février 1988    | ANMM, Sydney |
| HMAS Archer (P 86) | P 86           | Evans Deakin and Company | 2 décembre 1967   | 15 mai 1968      | 21 mai 1974       | Transféré à l'Indonésie (KRI Siliman 848) |
| HMAS Ardent        | P 87           | Evans Deakin and Company | 27 avril 1968     | 26 octobre 1968  | 6 janvier 1994    | Déclassé en bateau-école (pennant number A243), payé en décembre 1998. Vendu au service civil sous le nom de MV Ardent , acheté par l'Indonésie en 2002 (KRI Tenggiri 865) |
| HMAS Arrow         | P 88           | Walkers Limited          | 17 février 1968   | 3 juillet 1968   |                   | Détruit à Darwin par le cyclone Tracy le 25 décembre 1974 |
| HMAS Assail        | P 89           | Evans Deakin and Company | 18 novembre 1967  | 21 juillet 1968  | 18 octobre 1985   | Transféré à l'Indonésie (KRI Sigurot 864) |
| HMAS Aware         | P 91           | Evans Deakin and Company | 7 octobre 1967    | 21 juin 1968     | 17 juillet 1993   | Vendu à un particulier à Bundaberg, Queensland. Mis à la casse en 2011. |
| HMAS Bandolier     | P 95           | Walkers Limited          | 2 octobre 1968    | 14 décembre 1968 | 16 novembre 1973  | Transféré à l'Indonésie (KRI Sibarau 847) |
| HMAS Barbette      | P 97           | Walkers Limited          | 10 avril 1968     | 16 août 1968     | 15 juin 1984      | Transféré à l'Indonésie (KRI Siada 862) |
| HMAS Barricade     | P 98           | Evans Deakin and Company | 29 juin 1968      | 26 mai 1968      | 20 mai 1982       | Transféré à l'Indonésie (KRI Sigalu 857) |
| HMAS Bayonet       | P 101          | Evans Deakin and Company | 6 novembre 1968   | 22 février 1969  | 26 juin 1988      | Sabordé le 21 September 1999, Victoria |
| HMAS Bombard       | P 99           | Evans Deakin and Company | 6 juillet 1968    | 5 novembre 1968  | 12 septembre 1983 | Transféré à l'Indonésie (KRI Siribua 859) |
| HMAS Buccaneer     | P 100          | Evans Deakin and Company | 14 septembre 1968 | 11 novembre 1969 | 27 juillet 1984   | Coulé comme cible le 8 octobre 1988 |

| Ship         | Pennant number | Constructeur             | Lancé           | Mis en service   | Retiré du service | Suite                                                                   |
| ------------ | -------------- | ------------------------ | --------------- | ---------------- | ----------------- | ----------------------------------------------------------------------- |
| HMAS Aitape  | P 84           | Walkers Limited          | 6 juillet 1967  | 13 novembre 1967 | 14 novembre 1974  | Transféré à la Papouasie-Nouvelle-Guinée (HMPNGS Aitape). Scuttled 1995 |
| HMAS Ladava  | P 92           | Walkers Limited          | 11 mai 1968     | 13 novembre 1967 | 14 novembre 1974  | Transféré à la Papouasie-Nouvelle-Guinée (HMPNGS Ladava)                |
| HMAS Lae     | P 93           | Walkers Limited          | 5 octobre 1967  | 3 avril 1968     | 14 novembre 1974  | Transféré à la Papouasie-Nouvelle-Guinée (HMPNGS Lae)                   |
| HMAS Madang  | P 94           | Evans Deakin and Company | 10 octobre 1968 | 28 novembre 1968 | 14 novembre 1974  | Transféré à la Papouasie-Nouvelle-Guinée (HMPNGS Madang)                |
| HMAS Samarai | P 85           | Evans Deakin and Company | 14 juillet 1967 | 1 mars 1968      | 14 novembre 1974  | Transféré à la Papouasie-Nouvelle-Guinée (HMPNGS Samarai)               |